# Mashguiah
Pour le conseiller spirituel des étudiants de yeshiva, voir Mashgia'h rou'hani
Un mashguia'h kashrout, plus communément appelé mashguia'h (hébreu: משגיח « spécialiste »), est une personne versée dans les lois de la cacheroute et chargée à ce titre de superviser la préparation d'aliments en conformité avec les rites et lois alimentaires du judaïsme.
Sa compétence s'étend à tous les maillons de la chaîne industrielle d'alimentation, depuis les abattoirs ou les plantations, jusqu'aux manufactures, hôtels, caterers, maisons de repos, restaurants, boucheries, charcuteries et épiceries. Il travaille généralement sur place, à titre de superviseur ou d'inspecteur, représentant l'organe de cacheroute ou le rabbin local, qui ont le dernier mot sur ce qui mérite une attestation de cacheroute (heksher) ou non. Dans les petites communautés, le rabbin délivrant le hekhsher est souvent son propre mashguia'h.

## Exigences
Un mashguia'h doit être juif, observant le chabbat, la cacheroute et les prescriptions de la Torah (shomer Shabbat, kashrout vèmitzvot). Le rôle peut être tenu par une femme. D'autres critères sont laissés à la discrétion de chaque rabbin, ou de l'établissement à superviser (la supervision d'un abattoir ne nécessite pas les mêmes qualités et compétences que la supervision d'une épicerie.)

## Responsabilités
Un mashguia'h doit superviser :

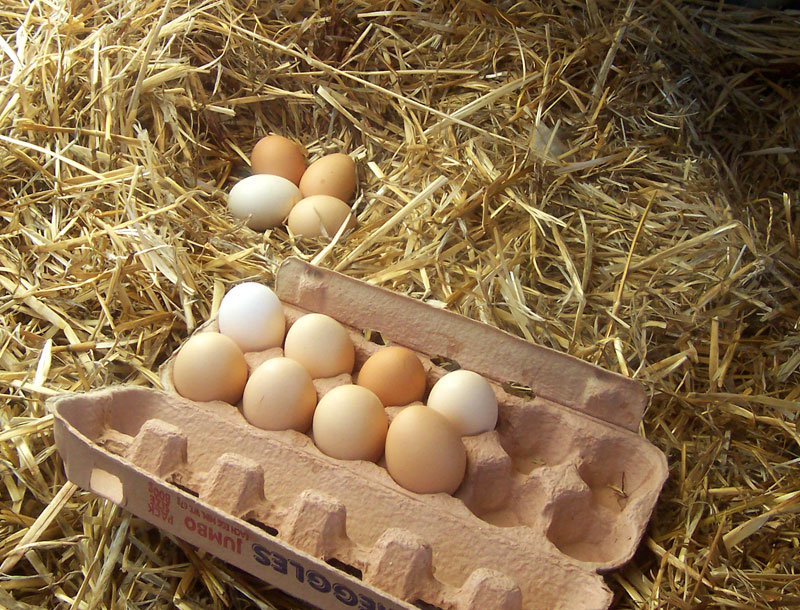

- toute manipulation et cuisson de viande ou de poisson. Lorsqu'il supervise la préparation de viande mais non l'abattage, il doit s'assurer que les pièces sont doublement scellées, souvent au moyen d'un emballage interne et externe, ou d'un emballage et d'une boîte.
- les œufs, afin d'en établir l'absence de taches de sang avant leur cuisson ou brouillage.
- les légumes, afin de s'assurer de l'absence d'insectes, qui rendraient les légumes impurs.
- la préparation de vin casher, processus dans lequel aucun non-Juif ne peut prendre part.
- la composition et le processus de fabrication de produits manufacturés. Cette surveillance commence dès la réception des lots, le mashguia'h devant établir que chaque élément possède lui-même un hekhsher avant d'être utilisé, ou l'identifier formellement comme non-kascher avant de l'écarter. Les cas douteux ne sont pas infréquents, nécessitant de la part du mashguia'h d'obtenir une lettre de certification valide du rabbin responsable de la surveillance de ces produits.
- la rapidité de préparation des matzot lors du festival de Pessa'h, qui ne doit pas excéder 18 minutes, ainsi que la surveillance surajoutée à la précédente de la présence de produits considérés comme hametz.

Le mashguia'h doit également prélever la première portion de pâte qui revenait aux temps des Temples de Jérusalem aux cohanim, et ce bien que le Temple n'existe plus. De nos jours, cette portion prélevée est jetée au feu.
Il doit aussi allumer les lumières et les équipements de cuisson en commençant la journée afin de satisfaire aux exigences du Bishoul Israël (plat devant être cuit par un Juif) et du Pat Israël (pain devant être cuit par un Juif). Il veille également à éviter tout mélange de vaisselles lactées et carnées, ou l'intrusion dans un four d'aliments impurs ou risquant de causer un mélange interdit. Il doit en outre s'assurer que le commerce ou le restaurant respecte les règles du chabbat et des fêtes juives.
Il a enfin un rôle social et technique important, en expliquant les règles de la cacheroute à la population juive et non-juive, et en établissant de bonnes relations avec les employés et les consommateurs.